# Las Cruzadas (película)
Los Cruzados (título original: Crociati) o también Las Cruzadas es una miniserie de la televisión italiana, escrita en el 2001 por Andrea Porporati y dirigida por Dominique Othenin-Girard. Está película se doblo al español, inglés y varios idiomas.

## Argumento
En el siglo XI, tres jóvenes huyen de Aurocastro una ciudad de la península itálica y se dirigen a Tierra Santa para participar en la Primera Cruzada (1096 - 1099 D.C.).